# Musatjevo (distrikt i Bulgarien, Oblast Sofija)
Musatjevo (bulgariska: Мусачево) är ett distrikt i Bulgarien.   Det ligger i kommunen Obsjtina Elin Pelin och regionen Sofijska oblast, i den västra delen av landet, 20 km öster om huvudstaden Sofia.
Trakten runt Musatjevo består till största delen av jordbruksmark. Runt Musatjevo är det ganska tätbefolkat, med 58 invånare per kvadratkilometer.